# Compétitions de sports gaéliques
Les compétitions de sports gaéliques sont organisées en Irlande par l’Association athlétique gaélique communément appelée GAA.

## Compétitions interprovinciales
Les compétitions  appelées Railway Cup ont lieu chaque année entre les différentes provinces d'Irlande, le Munster, le Leinster, le Connacht et l’Ulster.

## Compétitions inter-Comtés
Les compétitions mettent en scène des équipes représentant leurs Comtés respectifs plus des équipes représentant la communauté irlandaise à l’étranger comme celle de Londres par exemple.

### Football gaélique
- Au premier niveau, le Championnat d'Irlande de football gaélique ou All-Ireland. C’est de très loin la compétition la plus prestigieuse de ce sport. Le championnat est joué par des équipes composées des meilleurs joueurs issus des clubs du Comté dont ils sont issus. La finale se joue à Croke Park à la fin du mois de septembre.
- Au second niveau, la Ligue nationale de football gaélique. Elle se joue au printemps sur le même principe que le championnat quant à la composition des équipes. Les équipes sont divisées en quatre divisions basées sur les performances des Comtés lors de l’année précédente avec un système de montées et de descentes d’une division à l’autre.
- Viennent ensuite des compétitions par âge ou par niveau.
  - Le Championnat d'Irlande de football gaélique pour les moins de 21 ans.
  - La Coupe Tommy Murphy, une compétition secondaire opposant les Comtés éliminés lors des premiers tours du Championnat d'Irlande
  - Des compétitions par province, jouées la plupart du temps pendant la saison creuse, l’hiver ; O'Byrne Cup pour le Leinster, Dr McKenna Cup pour l’Ulster, McGrath Cup pour le Munster et la FBD Insurance League pour le Connacht.

### Hurling
- Au premier niveau, le Championnat d'Irlande de hurling ou All-Ireland. C’est de très loin la compétition la plus prestigieuse de ce sport. Le championnat est joué par des équipes composées des meilleurs joueurs issus des clubs du Comté dont ils sont issus. La finale se joue à Croke Park à la fin du mois de septembre.
- Au second niveau, la Ligue nationale de hurling. Elle se joue au printemps sur le même principe que le championnat quant à la composition des équipes. Les équipes sont divisées en quatre divisions basées sur les performances des Comtés lors de l’année précédente avec un système de montées et de descentes d’une division à l’autre.
- Viennent ensuite des compétitions par âge ou par niveau.
  - Le Championnat d'Irlande de hurling pour les moins de 21 ans.
  - La Coupe Christy Ring, une compétition secondaire opposant les Comtés éliminés lors des premiers tours du Championnat d’Irlande
  - Des compétitions par province, jouées la plupart du temps pendant la saison creuse, l’hiver ; Waterford Crystal Cup pour le Munster, Walsh Cup pour le leinster plus Down et Antrim,

## Compétitions de clubs
Les compétitions sont les mêmes pour le football gaélique et le hurling.
- Chaque Comté a son propre championnat.
- Chaque province organise son championnat en réunissant les clubs champions de chacun des Comtés qui la compose.
- le Championnat d'Irlande des clubs de football gaélique ou All-Ireland Senior Club Football Championship. Il oppose le champion de chaque province. Les finales de football et de hurling se jouent à Croke Park généralement le jour de la fête de la Saint-Patrick.

## Compétitions de jeunes
Il existe des compétitions de jeunes opposant les Colleges irlandais. Ces compétitions sont gérées par une section spéciale de la GAA, la Higher Education GAA. Ces compétitions se font par niveau d’âge.

### Collèges
- La Hogan Cup est la compétition nationale de football gaélique pour les écoles secondaires.
- La Dr. Croke Cup est la compétition nationale de hurling pour les écoles secondaires.

### Universités
- La Sigerson Cup est le championnat d’Irlande de football des Universités.
- La Fitzgibbon Cup est le championnat d’Irlande de hurling des Universités.

### Inter-Comtés
- Un championnat d'Irlande en football gaélique et en hurling oppose les écoles de formatrices dans ces sports par classe d’âge (Moins de 18 ans, Moins de 16 ans, Moins de 14 ans)

## Compétitions internationales
La GAA organise deux  séries de deux matchs :
- International rules:  une double confrontation  annuelle entre l’Irlande et l’Australie utilisant une combinaison des règles entre le football gaélique et le football australien.
- Hurling et Shinty : une double confrontation annuelle entre l’Irlande et l’Écosse utilisant une combinaison des règles entre le hurling et le shinty